# Ковел
Ко̀вел (на украински: Ковель) е град в Волинска област, Украйна. Пощенският му код е 45000.
Населението му е 69 024 жители (2012). Намира се в часова зона UTC+2.
Споменат е за първи път през 1310 г.